# کریستال هیل (ویرجینیا)
کریستال هیل (به انگلیسی: Crystal Hill) یک منطقهٔ مسکونی در ایالات متحده آمریکا است که در شهرستان هالیفاکس، ویرجینیا واقع شده‌است. کریستال هیل ۱۷۰٫۹۹ متر بالاتر از سطح دریا واقع شده‌است.